# Episodi di Giorno per giorno (serie televisiva 1975) (ottava stagione)
L'ottava stagione della serie televisiva Giorno per giorno, composta da 26 episodi, è stata trasmessa negli Stati Uniti sul canale CBS dal 26 settembre 1982 al 23 maggio 1983.
| n° | Titolo originale             | Titolo italiano | Prima TV USA      | Prima TV Italia |
| -- | ---------------------------- | --------------- | ----------------- | --------------- |
| 1  | The Perfect Wedding (Part 1) |                 | 26 settembre 1982 |                 |
| 2  | The Perfect Wedding (Part 2) |                 | 3 ottobre 1982    |                 |
| 3  | The Honeymoon is Over        |                 | 10 ottobre 1982   |                 |
| 4  | Catcher in the Mud           |                 | 17 ottobre 1982   |                 |
| 5  | Last Time I Saw Paris        |                 | 24 ottobre 1982   |                 |
| 6  | Auntie Francine              |                 | 31 ottobre 1982   |                 |
| 7  | Lovers & Other Parents       |                 | 7 novembre 1982   |                 |
| 8  | Miracle of Birth (Part 1)    |                 | 21 novembre 1982  |                 |
| 9  | Miracle of Birth (Part 2)    |                 | 28 novembre 1982  |                 |
| 10 | First Things First           |                 | 12 dicembre 1982  |                 |
| 11 | Pride and Privacy (Part 1)   |                 | 19 dicembre 1982  |                 |
| 12 | Pride and Privacy (Part 2)   |                 | 26 dicembre 1982  |                 |
| 13 | Pride and Privacy (Part 3)   |                 | 2 gennaio 1983    |                 |
| 14 | The Cruise                   |                 | 23 gennaio 1983   |                 |
| 15 | Spare the Child              |                 | 30 gennaio 1983   |                 |
| 16 | The Hero                     |                 | 13 febbraio 1983  |                 |
| 17 | The Good Life                |                 | 20 febbraio 1983  |                 |
| 18 | Social Insecurity            |                 | 6 marzo 1983      |                 |
| 19 | A Young Man's Fancy          |                 | 7 marzo 1983      |                 |
| 20 | The Letter                   |                 | 14 marzo 1983     |                 |
| 21 | Buyer's Remorse              |                 | 21 marzo 1983     |                 |
| 22 | Sonny Boy                    |                 | 28 marzo 1983     |                 |
| 23 | Panzini                      |                 | 2 maggio 1983     |                 |
| 24 | Sisters                      |                 | 9 maggio 1983     |                 |
| 25 | Second Time Around           |                 | 16 maggio 1983    |                 |
| 26 | Honeymoon II                 |                 | 23 maggio 1983    |                 |